# Pierre-Perthuis
Pierre-Perthuis är en kommun i departementet Yonne i regionen Bourgogne-Franche-Comté i norra Frankrike. Kommunen ligger i kantonen Vézelay som tillhör arrondissementet Avallon. År 2022 hade Pierre-Perthuis 104 invånare.

## Befolkningsutveckling
Antalet invånare i kommunen Pierre-Perthuis
| Referens: INSEE |